# Belhelvie
Belhelvie (in gaelico scozzese: Baile Shealbhaigh) è il nome di un piccolo villaggio dell'Aberdeenshire, in Scozia, e di una parrocchia civile. La parrocchia ha una popolazione di circa 3.800 abitanti, 1.600 dei quali abitano nel villaggio. Il cimitero locale contiene un interessante esempio di morthouse ottocentesco, edifici comuni nel Regno Unito fra XVIII e XIX secolo finalizzati a prevenire il furto di cadaveri. Fra le personalità nate in questo luogo si ricorda il reverendo Alexander John Forsyth, inventore del primo meccanismo a percussione per armi da fuoco.